# Mr Drummond och djävulens agenter
Mr Drummond och djävulens agenter (engelska: Deadlier Than the Male) är en brittisk kriminalkomedi från 1967 i regi av Ralph Thomas. 
Filmen är baserad på H. C. McNeiles romanhjälte Bulldog Drummond. Den fick en uppföljare, Some Girls Do 1969.

## Handling
Bulldog Drummond räddar en kung i Mellanöstern från en kupp rörande oljerättigheter.

## Rollista i urval
- Richard Johnson - Bulldog Drummond
- Elke Sommer - Irma Eckman
- Silva Košćina - Penelope
- Nigel Green - Weston / Carl Petersen
- Suzanna Leigh - Grace
- Virginia North - Brenda
- Justine Lord - Peggy Ashenden
- Leonard Rossiter - Henry Bridgenorth
- Laurence Naismith - sir John Bledlow
- Zia Mohyeddin - kung Fedra
- William Mervyn - styrelseordföranden